# Giro d’Italia 2019/Fahrerfeld
Dieser Artikel gibt das Fahrerfeld des Giro d’Italia 2019 wieder. Die Teilnehmer und deren Ergebnisse sind dabei nach Teams aufgeteilt.
| Movistar Team MOV | Movistar Team MOV        | Movistar Team MOV |
| ----------------- | ------------------------ | ----------------- |
| Nr.               | Fahrer                   | Platz             |
| 1                 | Mikel Landa (ESP)        | 4.                |
| 2                 | Andrey Amador (CRC)      | 39.               |
| 3                 | Richard Carapaz (ECU)    | 1.                |
| 4                 | Héctor Carretero (ESP)   | 88.               |
| 5                 | Lluís Mas (ESP)          | 126.              |
| 6                 | Antonio Pedrero (ESP)    | 46.               |
| 7                 | José Joaquín Rojas (ESP) | 50.               |
| 8                 | Jasha Sütterlin (GER)    | 120.              |

| AG2R La Mondiale ALM | AG2R La Mondiale ALM    | AG2R La Mondiale ALM |
| -------------------- | ----------------------- | -------------------- |
| Nr.                  | Fahrer                  | Platz                |
| 11                   | Tony Gallopin (FRA)     | DNF-16               |
| 12                   | François Bidard (FRA)   | 30.                  |
| 13                   | Nico Denz (GER)         | 124.                 |
| 14                   | Hubert Dupont (FRA)     | 47.                  |
| 15                   | Ben Gastauer (LUX)      | 79.                  |
| 16                   | Nans Peters (FRA)       | 61.                  |
| 17                   | Lawrence Warbasse (USA) | 52.                  |
| 18                   | Alexis Vuillermoz (FRA) | 29.                  |

| Androni Giocattoli-Sidermec ANS | Androni Giocattoli-Sidermec ANS | Androni Giocattoli-Sidermec ANS |
| ------------------------------- | ------------------------------- | ------------------------------- |
| Nr.                             | Fahrer                          | Platz                           |
| 21                              | Francesco Gavazzi (ITA)         | 58.                             |
| 22                              | Manuel Belletti (ITA)           | 109.                            |
| 23                              | Mattia Cattaneo (ITA)           | 28.                             |
| 24                              | Miguel Flórez López (COL)       | 72.                             |
| 25                              | Marco Frapporti (ITA)           | 81.                             |
| 26                              | Fausto Masnada (ITA)            | 20.                             |
| 27                              | Matteo Montaguti (ITA)          | 53.                             |
| 28                              | Andrea Vendrame (ITA)           | 55.                             |

| Astana AST | Astana AST               | Astana AST |
| ---------- | ------------------------ | ---------- |
| Nr.        | Fahrer                   | Platz      |
| 31         | Miguel Ángel López (COL) | 7.         |
| 32         | Pello Bilbao (ESP)       | 31.        |
| 33         | Manuele Boaro (ITA)      | 90.        |
| 34         | Dario Cataldo (ITA)      | 48.        |
| 35         | Jan Hirt (CZE)           | 27.        |
| 36         | Ion Izagirre (ESP)       | 36.        |
| 37         | Davide Villella (ITA)    | 60.        |
| 38         | Andrei Seiz (KAZ)        | 26.        |

| Bahrain-Merida TBM | Bahrain-Merida TBM       | Bahrain-Merida TBM |
| ------------------ | ------------------------ | ------------------ |
| Nr.                | Fahrer                   | Platz              |
| 41                 | Vincenzo Nibali (ITA)    | 2.                 |
| 42                 | Valerio Agnoli (ITA)     | 93.                |
| 43                 | Grega Bole (SLO)         | 110.               |
| 44                 | Damiano Caruso (ITA)     | 23.                |
| 45                 | Andrea Garosio (ITA)     | 98.                |
| 46                 | Kristijan Koren (SLO)    | DNS-5              |
| 47                 | Antonio Nibali (ITA)     | 76.                |
| 48                 | Domenico Pozzovivo (ITA) | 19.                |

| Bardiani CSF BRD | Bardiani CSF BRD       | Bardiani CSF BRD |
| ---------------- | ---------------------- | ---------------- |
| Nr.              | Fahrer                 | Platz            |
| 51               | Enrico Barbin (ITA)    | DNF-14           |
| 52               | Giovanni Carboni (ITA) | 57.              |
| 53               | Luca Covili (ITA)      | 84.              |
| 54               | Mirco Maestri (ITA)    | 103.             |
| 55               | Umberto Orsini (ITA)   | DNS-9            |
| 56               | Lorenzo Rota (ITA)     | 85.              |
| 57               | Manuel Senni (ITA)     | 59.              |
| 58               | Paolo Simion (ITA)     | 140.             |

| Bora-Hansgrohe BOH | Bora-Hansgrohe BOH              | Bora-Hansgrohe BOH |
| ------------------ | ------------------------------- | ------------------ |
| Nr.                | Fahrer                          | Platz              |
| 61                 | Rafał Majka (POL)               | 6.                 |
| 62                 | Pascal Ackermann (GER) (Straße) | 122.               |
| 63                 | Cesare Benedetti (ITA)          | 74.                |
| 64                 | Davide Formolo (ITA)            | 14.                |
| 65                 | Jay McCarthy (AUS)              | 62.                |
| 66                 | Paweł Poljański (POL)           | 89.                |
| 67                 | Michael Schwarzmann (GER)       | 114.               |
| 68                 | Rüdiger Selig (GER)             | 127.               |

| CCC Team CCC | CCC Team CCC                 | CCC Team CCC |
| ------------ | ---------------------------- | ------------ |
| Nr.          | Fahrer                       | Platz        |
| 71           | Amaro Antunes (POR)          | 54.          |
| 72           | Josef Černý (CZE)            | 115.         |
| 73           | Víctor de la Parte (ESP)     | 21.          |
| 74           | Kamil Gradek (POL)           | 129.         |
| 75           | Jakub Mareczko (ITA)         | HD-12        |
| 76           | Łukasz Owsian (POL)          | 73.          |
| 77           | Laurens ten Dam (NED)        | DNF-6        |
| 78           | Francisco José Ventoso (ESP) | 87.          |

| Deceuninck-Quick Step DQT | Deceuninck-Quick Step DQT   | Deceuninck-Quick Step DQT |
| ------------------------- | --------------------------- | ------------------------- |
| Nr.                       | Fahrer                      | Platz                     |
| 81                        | Elia Viviani (ITA) (Straße) | DNS-12                    |
| 82                        | Eros Capecchi (ITA)         | 37.                       |
| 83                        | Mikkel Frølich Honoré (DEN) | 101.                      |
| 84                        | Bob Jungels (LUX) (Straße)  | 33.                       |
| 85                        | James Knox (GBR)            | DNS-13                    |
| 86                        | Fabio Sabatini (ITA)        | 92.                       |
| 87                        | Florian Sénéchal (FRA)      | DNF-20                    |
| 88                        | Pieter Serry (BEL)          | 38.                       |

| EF Education First EF1 | EF Education First EF1  | EF Education First EF1 |
| ---------------------- | ----------------------- | ---------------------- |
| Nr.                    | Fahrer                  | Platz                  |
| 91                     | Sacha Modolo (ITA)      | DNF-7                  |
| 92                     | Sean Bennett (USA)      | 106.                   |
| 93                     | Matti Breschel (DEN)    | DNF-4                  |
| 94                     | Nathan Brown (USA)      | 67.                    |
| 95                     | Jonathan Caicedo (ECU)  | 108.                   |
| 96                     | Hugh Carthy (GBR)       | 11.                    |
| 97                     | Joseph Dombrowski (USA) | 12.                    |
| 98                     | Tanel Kangert (EST)     | 18.                    |

| Groupama-FDJ GFC | Groupama-FDJ GFC          | Groupama-FDJ GFC |
| ---------------- | ------------------------- | ---------------- |
| Nr.              | Fahrer                    | Platz            |
| 101              | Arnaud Démare (FRA)       | 123.             |
| 102              | Jacopo Guarnieri (ITA)    | 132.             |
| 103              | Ignatas Konovalovas (LTU) | DNF-13           |
| 104              | Olivier Le Gac (FRA)      | 112.             |
| 105              | Tobias Ludvigsson (SWE)   | 82.              |
| 106              | Valentin Madouas (FRA)    | 13.              |
| 107              | Miles Scotson (AUS)       | 138.             |
| 109              | Ramon Sinkeldam (NED)     | 133.             |

| Israel Cycling Academy ICA | Israel Cycling Academy ICA | Israel Cycling Academy ICA |
| -------------------------- | -------------------------- | -------------------------- |
| Nr.                        | Fahrer                     | Platz                      |
| 111                        | Davide Cimolai (ITA)       | 130.                       |
| 112                        | Awet Gebremedhin (ERI)     | 128.                       |
| 113                        | Guillaume Boivin (CAN)     | 125.                       |
| 114                        | Conor Dunne (IRL)          | 135.                       |
| 115                        | Krists Neilands (LAT)      | 100.                       |
| 116                        | Rubén Plaza (ESP)          | 71.                        |
| 117                        | Guy Niv (ISR)              | 113.                       |
| 118                        | Kristian Sbaragli (ITA)    | 77.                        |

| Lotto-Soudal LTS | Lotto-Soudal LTS         | Lotto-Soudal LTS |
| ---------------- | ------------------------ | ---------------- |
| Nr.              | Fahrer                   | Platz            |
| 121              | Caleb Ewan (AUS)         | DNS-12           |
| 122              | Victor Campenaerts (BEL) | 111.             |
| 123              | Jasper De Buyst (BEL)    | DNF-15           |
| 124              | Thomas De Gendt (BEL)    | 51.              |
| 125              | Adam Hansen (AUS)        | 68.              |
| 126              | Roger Kluge (GER)        | DNS-13           |
| 127              | Jelle Vanendert (BEL)    | DNF-5            |
| 128              | Tosh Van der Sande (BEL) | 64.              |

| Mitchelton-Scott MTS | Mitchelton-Scott MTS          | Mitchelton-Scott MTS |
| -------------------- | ----------------------------- | -------------------- |
| Nr.                  | Fahrer                        | Platz                |
| 131                  | Simon Yates (GBR)             | 8.                   |
| 132                  | Jack Bauer (NZL)              | 95.                  |
| 133                  | Brent Bookwalter (USA)        | DNS-16               |
| 134                  | Esteban Chaves (COL)          | 40.                  |
| 135                  | Luke Durbridge (AUS)          | 78.                  |
| 136                  | Lucas Hamilton (AUS)          | 25.                  |
| 137                  | Christopher Juul-Jensen (DEN) | 70.                  |
| 138                  | Mikel Nieve (ESP)             | 17.                  |

| Nippo-Vini Fantini-Faizanè NIP | Nippo-Vini Fantini-Faizanè NIP | Nippo-Vini Fantini-Faizanè NIP |
| ------------------------------ | ------------------------------ | ------------------------------ |
| Nr.                            | Fahrer                         | Platz                          |
| 141                            | Marco Canola (ITA)             | 107.                           |
| 142                            | Damiano Cima (ITA)             | 137.                           |
| 143                            | Nicola Bagioli (ITA)           | DNF-16                         |
| 144                            | Juan José Lobato (ESP)         | 134.                           |
| 145                            | Giovanni Lonardi (ITA)         | DNF-13                         |
| 146                            | Hiroki Nishimura (JPN)         | HD-1                           |
| 147                            | Sho Hatsuyama (JPN)            | 142.                           |
| 148                            | Ivan Santaromita (ITA)         | 102.                           |

| Dimension Data TDD | Dimension Data TDD            | Dimension Data TDD |
| ------------------ | ----------------------------- | ------------------ |
| Nr.                | Fahrer                        | Platz              |
| 151                | Ben O’Connor (AUS)            | 32.                |
| 152                | Scott Davies (GBR)            | 118.               |
| 153                | Enrico Gasparotto (ITA)       | 69.                |
| 154                | Amanuel Ghebreigzabhier (ERI) | 45.                |
| 155                | Ryan Gibbons (RSA)            | 91.                |
| 156                | Giacomo Nizzolo (ITA)         | DNS-13             |
| 157                | Mark Renshaw (AUS)            | DNF-13             |
| 158                | Danilo Wyss (SUI)             | 83.                |

| Team Ineos INS | Team Ineos INS           | Team Ineos INS |
| -------------- | ------------------------ | -------------- |
| Nr.            | Fahrer                   | Platz          |
| 161            | Pavel Sivakov (RUS)      | 9.             |
| 162            | Eddie Dunbar (IRL)       | 22.            |
| 163            | Tao Geoghegan Hart (GBR) | DNF-13         |
| 164            | Sebastián Henao (COL)    | 24.            |
| 165            | Christian Knees (GER)    | 96.            |
| 166            | Jhonatan Narváez (ECU)   | 80.            |
| 167            | Salvatore Puccio (ITA)   | 86.            |
| 168            | Iván Sosa (COL)          | 44.            |

| Team Jumbo-Visma TJV | Team Jumbo-Visma TJV  | Team Jumbo-Visma TJV |
| -------------------- | --------------------- | -------------------- |
| Nr.                  | Fahrer                | Platz                |
| 171                  | Primož Roglič (SLO)   | 3.                   |
| 172                  | Koen Bouwman (NED)    | 41.                  |
| 173                  | Laurens De Plus (BEL) | DNF-7                |
| 174                  | Sepp Kuss (USA)       | 56.                  |
| 175                  | Tom Leezer (NED)      | 119.                 |
| 176                  | Paul Martens (GER)    | 75.                  |
| 177                  | Antwan Tolhoek (NED)  | 65.                  |
| 178                  | Jos van Emden (NED)   | 104.                 |

| Katusha-Alpecin TKA | Katusha-Alpecin TKA         | Katusha-Alpecin TKA |
| ------------------- | --------------------------- | ------------------- |
| Nr.                 | Fahrer                      | Platz               |
| 181                 | İlnur Zäkärin (RUS)         | 10.                 |
| 182                 | Enrico Battaglin (ITA)      | 66.                 |
| 183                 | Jenthe Biermans (BEL)       | 117.                |
| 184                 | Marco Haller (AUT)          | 116.                |
| 185                 | Reto Hollenstein (SUI)      | 94.                 |
| 186                 | Wjatscheslaw Kusnezow (RUS) | DNF-17              |
| 187                 | Daniel Navarro (ESP)        | DNF-4               |
| 188                 | Dmitri Strachow (RUS)       | 121.                |

| Team Sunweb SUN | Team Sunweb SUN      | Team Sunweb SUN |
| --------------- | -------------------- | --------------- |
| Nr.             | Fahrer               | Platz           |
| 191             | Tom Dumoulin (NED)   | DNF-5           |
| 192             | Jan Bakelants (BEL)  | 43.             |
| 193             | Chad Haga (USA)      | 105.            |
| 194             | Chris Hamilton (AUS) | 34.             |
| 195             | Jai Hindley (AUS)    | 35.             |
| 196             | Sam Oomen (NED)      | DNF-14          |
| 197             | Robert Power (AUS)   | DNF-6           |
| 198             | Louis Vervaeke (BEL) | DNF-13          |

| Trek-Segafredo TFS | Trek-Segafredo TFS       | Trek-Segafredo TFS |
| ------------------ | ------------------------ | ------------------ |
| Nr.                | Fahrer                   | Platz              |
| 201                | Bauke Mollema (NED)      | 5.                 |
| 202                | Gianluca Brambilla (ITA) | 49.                |
| 203                | Giulio Ciccone (ITA)     | 16.                |
| 204                | William Clarke (AUS)     | 141.               |
| 205                | Nicola Conci (ITA)       | 63.                |
| 206                | Michael Gogl (AUT)       | 97.                |
| 207                | Markel Irízar (ESP)      | 136.               |
| 208                | Matteo Moschetti (ITA)   | DNS-11             |

| UAE Team Emirates UAD | UAE Team Emirates UAD  | UAE Team Emirates UAD |
| --------------------- | ---------------------- | --------------------- |
| Nr.                   | Fahrer                 | Platz                 |
| 211                   | Fernando Gaviria (COL) | DNF-7                 |
| 212                   | Tom Bohli (SUI)        | 139.                  |
| 213                   | Simone Consonni (ITA)  | 131.                  |
| 214                   | Valerio Conti (ITA)    | DNS-18                |
| 215                   | Marco Marcato (ITA)    | 99.                   |
| 216                   | Sebastián Molano (COL) | DNS-4                 |
| 217                   | Jan Polanc (SLO)       | 15.                   |
| 218                   | Diego Ulissi (ITA)     | 42.                   |

| Movistar Team MOV | Movistar Team MOV        | Movistar Team MOV |
| ----------------- | ------------------------ | ----------------- |
| Nr.               | Fahrer                   | Platz             |
| 1                 | Mikel Landa (ESP)        | 4.                |
| 2                 | Andrey Amador (CRC)      | 39.               |
| 3                 | Richard Carapaz (ECU)    | 1.                |
| 4                 | Héctor Carretero (ESP)   | 88.               |
| 5                 | Lluís Mas (ESP)          | 126.              |
| 6                 | Antonio Pedrero (ESP)    | 46.               |
| 7                 | José Joaquín Rojas (ESP) | 50.               |
| 8                 | Jasha Sütterlin (GER)    | 120.              |

| AG2R La Mondiale ALM | AG2R La Mondiale ALM    | AG2R La Mondiale ALM |
| -------------------- | ----------------------- | -------------------- |
| Nr.                  | Fahrer                  | Platz                |
| 11                   | Tony Gallopin (FRA)     | DNF-16               |
| 12                   | François Bidard (FRA)   | 30.                  |
| 13                   | Nico Denz (GER)         | 124.                 |
| 14                   | Hubert Dupont (FRA)     | 47.                  |
| 15                   | Ben Gastauer (LUX)      | 79.                  |
| 16                   | Nans Peters (FRA)       | 61.                  |
| 17                   | Lawrence Warbasse (USA) | 52.                  |
| 18                   | Alexis Vuillermoz (FRA) | 29.                  |

| Androni Giocattoli-Sidermec ANS | Androni Giocattoli-Sidermec ANS | Androni Giocattoli-Sidermec ANS |
| ------------------------------- | ------------------------------- | ------------------------------- |
| Nr.                             | Fahrer                          | Platz                           |
| 21                              | Francesco Gavazzi (ITA)         | 58.                             |
| 22                              | Manuel Belletti (ITA)           | 109.                            |
| 23                              | Mattia Cattaneo (ITA)           | 28.                             |
| 24                              | Miguel Flórez López (COL)       | 72.                             |
| 25                              | Marco Frapporti (ITA)           | 81.                             |
| 26                              | Fausto Masnada (ITA)            | 20.                             |
| 27                              | Matteo Montaguti (ITA)          | 53.                             |
| 28                              | Andrea Vendrame (ITA)           | 55.                             |

| Astana AST | Astana AST               | Astana AST |
| ---------- | ------------------------ | ---------- |
| Nr.        | Fahrer                   | Platz      |
| 31         | Miguel Ángel López (COL) | 7.         |
| 32         | Pello Bilbao (ESP)       | 31.        |
| 33         | Manuele Boaro (ITA)      | 90.        |
| 34         | Dario Cataldo (ITA)      | 48.        |
| 35         | Jan Hirt (CZE)           | 27.        |
| 36         | Ion Izagirre (ESP)       | 36.        |
| 37         | Davide Villella (ITA)    | 60.        |
| 38         | Andrei Seiz (KAZ)        | 26.        |

| Bahrain-Merida TBM | Bahrain-Merida TBM       | Bahrain-Merida TBM |
| ------------------ | ------------------------ | ------------------ |
| Nr.                | Fahrer                   | Platz              |
| 41                 | Vincenzo Nibali (ITA)    | 2.                 |
| 42                 | Valerio Agnoli (ITA)     | 93.                |
| 43                 | Grega Bole (SLO)         | 110.               |
| 44                 | Damiano Caruso (ITA)     | 23.                |
| 45                 | Andrea Garosio (ITA)     | 98.                |
| 46                 | Kristijan Koren (SLO)    | DNS-5              |
| 47                 | Antonio Nibali (ITA)     | 76.                |
| 48                 | Domenico Pozzovivo (ITA) | 19.                |

| Bardiani CSF BRD | Bardiani CSF BRD       | Bardiani CSF BRD |
| ---------------- | ---------------------- | ---------------- |
| Nr.              | Fahrer                 | Platz            |
| 51               | Enrico Barbin (ITA)    | DNF-14           |
| 52               | Giovanni Carboni (ITA) | 57.              |
| 53               | Luca Covili (ITA)      | 84.              |
| 54               | Mirco Maestri (ITA)    | 103.             |
| 55               | Umberto Orsini (ITA)   | DNS-9            |
| 56               | Lorenzo Rota (ITA)     | 85.              |
| 57               | Manuel Senni (ITA)     | 59.              |
| 58               | Paolo Simion (ITA)     | 140.             |

| Bora-Hansgrohe BOH | Bora-Hansgrohe BOH              | Bora-Hansgrohe BOH |
| ------------------ | ------------------------------- | ------------------ |
| Nr.                | Fahrer                          | Platz              |
| 61                 | Rafał Majka (POL)               | 6.                 |
| 62                 | Pascal Ackermann (GER) (Straße) | 122.               |
| 63                 | Cesare Benedetti (ITA)          | 74.                |
| 64                 | Davide Formolo (ITA)            | 14.                |
| 65                 | Jay McCarthy (AUS)              | 62.                |
| 66                 | Paweł Poljański (POL)           | 89.                |
| 67                 | Michael Schwarzmann (GER)       | 114.               |
| 68                 | Rüdiger Selig (GER)             | 127.               |

| CCC Team CCC | CCC Team CCC                 | CCC Team CCC |
| ------------ | ---------------------------- | ------------ |
| Nr.          | Fahrer                       | Platz        |
| 71           | Amaro Antunes (POR)          | 54.          |
| 72           | Josef Černý (CZE)            | 115.         |
| 73           | Víctor de la Parte (ESP)     | 21.          |
| 74           | Kamil Gradek (POL)           | 129.         |
| 75           | Jakub Mareczko (ITA)         | HD-12        |
| 76           | Łukasz Owsian (POL)          | 73.          |
| 77           | Laurens ten Dam (NED)        | DNF-6        |
| 78           | Francisco José Ventoso (ESP) | 87.          |

| Deceuninck-Quick Step DQT | Deceuninck-Quick Step DQT   | Deceuninck-Quick Step DQT |
| ------------------------- | --------------------------- | ------------------------- |
| Nr.                       | Fahrer                      | Platz                     |
| 81                        | Elia Viviani (ITA) (Straße) | DNS-12                    |
| 82                        | Eros Capecchi (ITA)         | 37.                       |
| 83                        | Mikkel Frølich Honoré (DEN) | 101.                      |
| 84                        | Bob Jungels (LUX) (Straße)  | 33.                       |
| 85                        | James Knox (GBR)            | DNS-13                    |
| 86                        | Fabio Sabatini (ITA)        | 92.                       |
| 87                        | Florian Sénéchal (FRA)      | DNF-20                    |
| 88                        | Pieter Serry (BEL)          | 38.                       |

| EF Education First EF1 | EF Education First EF1  | EF Education First EF1 |
| ---------------------- | ----------------------- | ---------------------- |
| Nr.                    | Fahrer                  | Platz                  |
| 91                     | Sacha Modolo (ITA)      | DNF-7                  |
| 92                     | Sean Bennett (USA)      | 106.                   |
| 93                     | Matti Breschel (DEN)    | DNF-4                  |
| 94                     | Nathan Brown (USA)      | 67.                    |
| 95                     | Jonathan Caicedo (ECU)  | 108.                   |
| 96                     | Hugh Carthy (GBR)       | 11.                    |
| 97                     | Joseph Dombrowski (USA) | 12.                    |
| 98                     | Tanel Kangert (EST)     | 18.                    |

| Groupama-FDJ GFC | Groupama-FDJ GFC          | Groupama-FDJ GFC |
| ---------------- | ------------------------- | ---------------- |
| Nr.              | Fahrer                    | Platz            |
| 101              | Arnaud Démare (FRA)       | 123.             |
| 102              | Jacopo Guarnieri (ITA)    | 132.             |
| 103              | Ignatas Konovalovas (LTU) | DNF-13           |
| 104              | Olivier Le Gac (FRA)      | 112.             |
| 105              | Tobias Ludvigsson (SWE)   | 82.              |
| 106              | Valentin Madouas (FRA)    | 13.              |
| 107              | Miles Scotson (AUS)       | 138.             |
| 109              | Ramon Sinkeldam (NED)     | 133.             |

| Israel Cycling Academy ICA | Israel Cycling Academy ICA | Israel Cycling Academy ICA |
| -------------------------- | -------------------------- | -------------------------- |
| Nr.                        | Fahrer                     | Platz                      |
| 111                        | Davide Cimolai (ITA)       | 130.                       |
| 112                        | Awet Gebremedhin (ERI)     | 128.                       |
| 113                        | Guillaume Boivin (CAN)     | 125.                       |
| 114                        | Conor Dunne (IRL)          | 135.                       |
| 115                        | Krists Neilands (LAT)      | 100.                       |
| 116                        | Rubén Plaza (ESP)          | 71.                        |
| 117                        | Guy Niv (ISR)              | 113.                       |
| 118                        | Kristian Sbaragli (ITA)    | 77.                        |

| Lotto-Soudal LTS | Lotto-Soudal LTS         | Lotto-Soudal LTS |
| ---------------- | ------------------------ | ---------------- |
| Nr.              | Fahrer                   | Platz            |
| 121              | Caleb Ewan (AUS)         | DNS-12           |
| 122              | Victor Campenaerts (BEL) | 111.             |
| 123              | Jasper De Buyst (BEL)    | DNF-15           |
| 124              | Thomas De Gendt (BEL)    | 51.              |
| 125              | Adam Hansen (AUS)        | 68.              |
| 126              | Roger Kluge (GER)        | DNS-13           |
| 127              | Jelle Vanendert (BEL)    | DNF-5            |
| 128              | Tosh Van der Sande (BEL) | 64.              |

| Mitchelton-Scott MTS | Mitchelton-Scott MTS          | Mitchelton-Scott MTS |
| -------------------- | ----------------------------- | -------------------- |
| Nr.                  | Fahrer                        | Platz                |
| 131                  | Simon Yates (GBR)             | 8.                   |
| 132                  | Jack Bauer (NZL)              | 95.                  |
| 133                  | Brent Bookwalter (USA)        | DNS-16               |
| 134                  | Esteban Chaves (COL)          | 40.                  |
| 135                  | Luke Durbridge (AUS)          | 78.                  |
| 136                  | Lucas Hamilton (AUS)          | 25.                  |
| 137                  | Christopher Juul-Jensen (DEN) | 70.                  |
| 138                  | Mikel Nieve (ESP)             | 17.                  |

| Nippo-Vini Fantini-Faizanè NIP | Nippo-Vini Fantini-Faizanè NIP | Nippo-Vini Fantini-Faizanè NIP |
| ------------------------------ | ------------------------------ | ------------------------------ |
| Nr.                            | Fahrer                         | Platz                          |
| 141                            | Marco Canola (ITA)             | 107.                           |
| 142                            | Damiano Cima (ITA)             | 137.                           |
| 143                            | Nicola Bagioli (ITA)           | DNF-16                         |
| 144                            | Juan José Lobato (ESP)         | 134.                           |
| 145                            | Giovanni Lonardi (ITA)         | DNF-13                         |
| 146                            | Hiroki Nishimura (JPN)         | HD-1                           |
| 147                            | Sho Hatsuyama (JPN)            | 142.                           |
| 148                            | Ivan Santaromita (ITA)         | 102.                           |

| Dimension Data TDD | Dimension Data TDD            | Dimension Data TDD |
| ------------------ | ----------------------------- | ------------------ |
| Nr.                | Fahrer                        | Platz              |
| 151                | Ben O’Connor (AUS)            | 32.                |
| 152                | Scott Davies (GBR)            | 118.               |
| 153                | Enrico Gasparotto (ITA)       | 69.                |
| 154                | Amanuel Ghebreigzabhier (ERI) | 45.                |
| 155                | Ryan Gibbons (RSA)            | 91.                |
| 156                | Giacomo Nizzolo (ITA)         | DNS-13             |
| 157                | Mark Renshaw (AUS)            | DNF-13             |
| 158                | Danilo Wyss (SUI)             | 83.                |

| Team Ineos INS | Team Ineos INS           | Team Ineos INS |
| -------------- | ------------------------ | -------------- |
| Nr.            | Fahrer                   | Platz          |
| 161            | Pavel Sivakov (RUS)      | 9.             |
| 162            | Eddie Dunbar (IRL)       | 22.            |
| 163            | Tao Geoghegan Hart (GBR) | DNF-13         |
| 164            | Sebastián Henao (COL)    | 24.            |
| 165            | Christian Knees (GER)    | 96.            |
| 166            | Jhonatan Narváez (ECU)   | 80.            |
| 167            | Salvatore Puccio (ITA)   | 86.            |
| 168            | Iván Sosa (COL)          | 44.            |

| Team Jumbo-Visma TJV | Team Jumbo-Visma TJV  | Team Jumbo-Visma TJV |
| -------------------- | --------------------- | -------------------- |
| Nr.                  | Fahrer                | Platz                |
| 171                  | Primož Roglič (SLO)   | 3.                   |
| 172                  | Koen Bouwman (NED)    | 41.                  |
| 173                  | Laurens De Plus (BEL) | DNF-7                |
| 174                  | Sepp Kuss (USA)       | 56.                  |
| 175                  | Tom Leezer (NED)      | 119.                 |
| 176                  | Paul Martens (GER)    | 75.                  |
| 177                  | Antwan Tolhoek (NED)  | 65.                  |
| 178                  | Jos van Emden (NED)   | 104.                 |

| Katusha-Alpecin TKA | Katusha-Alpecin TKA         | Katusha-Alpecin TKA |
| ------------------- | --------------------------- | ------------------- |
| Nr.                 | Fahrer                      | Platz               |
| 181                 | İlnur Zäkärin (RUS)         | 10.                 |
| 182                 | Enrico Battaglin (ITA)      | 66.                 |
| 183                 | Jenthe Biermans (BEL)       | 117.                |
| 184                 | Marco Haller (AUT)          | 116.                |
| 185                 | Reto Hollenstein (SUI)      | 94.                 |
| 186                 | Wjatscheslaw Kusnezow (RUS) | DNF-17              |
| 187                 | Daniel Navarro (ESP)        | DNF-4               |
| 188                 | Dmitri Strachow (RUS)       | 121.                |

| Team Sunweb SUN | Team Sunweb SUN      | Team Sunweb SUN |
| --------------- | -------------------- | --------------- |
| Nr.             | Fahrer               | Platz           |
| 191             | Tom Dumoulin (NED)   | DNF-5           |
| 192             | Jan Bakelants (BEL)  | 43.             |
| 193             | Chad Haga (USA)      | 105.            |
| 194             | Chris Hamilton (AUS) | 34.             |
| 195             | Jai Hindley (AUS)    | 35.             |
| 196             | Sam Oomen (NED)      | DNF-14          |
| 197             | Robert Power (AUS)   | DNF-6           |
| 198             | Louis Vervaeke (BEL) | DNF-13          |

| Trek-Segafredo TFS | Trek-Segafredo TFS       | Trek-Segafredo TFS |
| ------------------ | ------------------------ | ------------------ |
| Nr.                | Fahrer                   | Platz              |
| 201                | Bauke Mollema (NED)      | 5.                 |
| 202                | Gianluca Brambilla (ITA) | 49.                |
| 203                | Giulio Ciccone (ITA)     | 16.                |
| 204                | William Clarke (AUS)     | 141.               |
| 205                | Nicola Conci (ITA)       | 63.                |
| 206                | Michael Gogl (AUT)       | 97.                |
| 207                | Markel Irízar (ESP)      | 136.               |
| 208                | Matteo Moschetti (ITA)   | DNS-11             |

| UAE Team Emirates UAD | UAE Team Emirates UAD  | UAE Team Emirates UAD |
| --------------------- | ---------------------- | --------------------- |
| Nr.                   | Fahrer                 | Platz                 |
| 211                   | Fernando Gaviria (COL) | DNF-7                 |
| 212                   | Tom Bohli (SUI)        | 139.                  |
| 213                   | Simone Consonni (ITA)  | 131.                  |
| 214                   | Valerio Conti (ITA)    | DNS-18                |
| 215                   | Marco Marcato (ITA)    | 99.                   |
| 216                   | Sebastián Molano (COL) | DNS-4                 |
| 217                   | Jan Polanc (SLO)       | 15.                   |
| 218                   | Diego Ulissi (ITA)     | 42.                   |